# Zaphanera
Zaphanera es un género de insectos hemípteros de la familia Aleyrodidae, subfamilia Aleyrodinae. El género fue descrito primero por Corbett en 1926.

## Especies
La siguiente es la lista de especies pertenecientes a este género.
- Zaphanera capparis Bink-Moenen, 1983
- Zaphanera cyanotis Corbett, 1926
- Zaphanera indicus Jesudasan & David, 1991
- Zaphanera publicus (Singh, 1938)
- Zaphanera splendens David & David, 2007